# Holacanthus africanus
Holacanthus africanus là một loài cá biển thuộc chi Holacanthus trong họ Cá bướm gai. Loài này được mô tả lần đầu tiên vào năm 1951.

## Từ nguyên
Từ định danh của loài có nghĩa là "châu Phi", hàm ý đề cập đến việc H. africanus là loài đầu tiên của chi được phát hiện ở Tây Phi.

## Phạm vi phân bố và môi trường sống
H. africanus có phạm vi phân bố tập trung ở Đông Đại Tây Dương. Loài này được ghi nhận dọc theo bờ biển Tây Phi, trải dài từ Sénégal đến Cộng hòa Dân chủ Congo, bao gồm hai quốc đảo là Cabo Verde và São Tomé và Príncipe.
Vào năm 2017, hai cá thể của H. africanus được phát hiện ở ngoài khơi Malta (quốc đảo nằm trong Địa Trung Hải). H. africanus không phải là loài bản địa của vùng biển này, và chúng cũng không phải là loài di cư, vì vậy, việc bắt gặp loài này ở Địa Trung Hải là một điều đáng nói. Nhiều suy đoán cho rằng, H. africanus xuất hiện tại đây thông qua việc buôn bán cá cảnh, hoặc theo sự di chuyển của giàn khoan dầu từ ngoài khơi Tây Phi vào Malta.
Loài này sống tập trung gần các rạn đá ngầm ở những vùng nước trong, độ sâu được tìm thấy đến ít nhất là 50 m.

## Mô tả
H. africanus có chiều dài cơ thể tối đa được ghi nhận là 45 cm. Cá con có màu xanh lam thẫm với một dải sọc màu trắng giữa thân, trừ vây đuôi có màu cam tươi. Cá trưởng thành có màu ô liu pha vàng hoặc hơi nâu. Sọc trắng ở cá con lan rộng thành một vùng màu sáng ở giữa thân. Cuống đuôi và vùng thân sau bao quanh gần như có màu đen; vây đuôi vẫn còn màu cam. Vây ngực màu vàng nâu. Vây lưng và vây hậu môn tiệp màu với thân, có viền màu cam, các tia vây có thể phát triển và vươn dài. Cá trưởng thành có một đốm đen lớn trên nắp mang.
Số gai ở vây lưng: 14; Số tia vây ở vây lưng: 16; Số gai ở vây hậu môn: 3; Số tia vây ở vây hậu môn: 18; Số tia vây ở vây ngực: 13–14; Số gai ở vây bụng: 1; Số tia vây ở vây bụng: 5; Số tia vây ở vây đuôi: 15–16.

## Sinh thái
Thức ăn chủ yếu của H. africanus là hải miên và những loài thuộc phân ngành Sống đuôi, ngoài ra còn có tảo và những loài sinh vật phù du.
H. africanus là một trong những loài cá thần tiên có giá khá đắt.